# USS Callister
"USS Callister" é o primeiro episódio da quarta temporada da série de antologia Black Mirror. Escrito pelo criador da série Charlie Brooker e William Bridges e dirigido por Toby Haynes, ele foi exibido na Netflix, junto com o resto da quarta temporada, em 29 de dezembro de 2017.
O episódio segue Robert Daly, interpretado por Jesse Plemons, um solitário e talentoso programador e co-fundador de um popular jogo MMO, que é amargurado com a falta de reconhecimento de sua posição por seus colegas de trabalho. Ele desconta suas frustrações em uma simulação similar a Star Trek em uma versão privada do jogo, depois de ter usado o DNA dos colegas para criar simulacros virtuais, agindo como o comandante da nave estelar que dá nome ao episódio, submetendo as versões do seus colegas a sua vontade, e os punindo se eles saem da linha - dentro ou fora do jogo. Quando Daly cria uma versão de Nanette Cole (Cristin Milioti) no jogo, ela incentiva as outras cópias a se revoltar contra ele.
Em contraste com a maioria dos episódios de Black Mirror, "USS Callister" tem humor e muitos efeitos especiais. Como um fã de Star Trek, Bridges fez questão de mostrar muitos detalhes da franquia em "USS Callister", embora o episódio foi pensado mais como o episódio "It's a Good Life" de The Twilight Zone, e tendo o personagem Playtime Fontayne, da revista em quadrinhos inglesa Viz, como inspiração.
O episódio foi elogiado pela crítica, com o roteiro e o elenco, sendo considerado por muitos como o melhor episódio da quarta temporada, apesar de algumas criticas a duração do episódio. Alguns críticos viram o episódio como sendo sobre abuso de autoridade masculina, e compararam Daly com trolls da internet e Harvey Weinstein.

## Enredo
O episódio abre com o Comandante Daly (Jesse Plemons) e sua tripulação a bordo de uma nave espacial, a USS Callister, tentando derrotar o seu arqui-inimigo Valdack. Eles destroem a nave de Valdack, mas ele consegue usar uma nave de escape para sobreviver.
O verdadeiro Robert Daly chega ao seu local de trabalho, onde ele é o Diretor Técnico e co-fundador da Callister Inc., empresa que produz o jogo multijogador massivo online Infinity jogado em uma realidade simulada através de interfaces neurais. Uma nova empregada, Nanette Cole (Cristin Milioti) se apresenta para Daly, e comenta que quis esse emprego pois ficou impressionada com o código que Daly criou. Ela descobre que ele é um fã de um antigo programa de televisão chamado Space Fleet, cuja nave principal, a USS Callister, deu o nome a empresa. O co-fundador da empresa James Walton (Jimmi Simpson) vai a sala de Daly e briga com ele pelo atraso de um patch de atualização do jogo. Naquela noite, Daly volta pra casa e usa sua cópia privada do Infinity, modificado para incluir elementos de Space Fleet. No jogo, Daly entra na USS Callister e estrangula um dos tripulantes, Walton, em raiva.
Após ouvir uma conversa em que a empregada Shania Lowry (Michaela Coel) adverte Nanette para ter cuidado com Daly, ele pega um copo de café usado por ela usa DNA para carregar uma cópia digital dela para o seu jogo modificado. Nanette acorda a bordo do nave, confusas e angustiadas por não saber onde ela está. Nanette encontra os colegas de tripulação, seus colegas na USS Callister: além de Walton e Shania, o programador Dudani (Paul Raymond), a recepcionista Elena (Milanka Brooks) e o estagiário Nate Packer (Osy Ikhile). Eles explicam que, apesar dela ainda existir no mundo real, ela é agora uma clone digital e parte do jogo de Daly. Ele usa o seu jogo para externalizar sua raiva em eventos do mundo real e viver suas fantasias, incluindo indo em missões para derrotar Valdack e beijar as suas colegas femininas. Daly chega, mas Nanette recusa-se a cooperar com ele, então ele a sufoca, até que ela cede. Com Nanette ainda em estado de choque, a equipe embarca em uma aventura.
Quando Daly vai embora, Nanette formula um plano. Ela hackeia o sistema e envia uma mensagem para si mesma na vida real, mas esta Nanette acha que a mensagem é spam e comenta com Daly sobre isso. Ele então volta ao jogo, furioso, e acaba transformando Shania em um monstro para ser abandonada em algum planeta após ela tenta proteger Nanette. Walton revela a Nanette que, como punição, Daly trouxe uma cópia do filho dele ao jogo, levou a uma câmara e o jogou no espaço, obrigando Walton a assistir o próprio filho morrer, e que se ele se rebelar, vai recria-lo pois ainda tem as amostras de DNA.
Mais tarde, Nanette observa um buraco de minhoca em seu universo, que representa a atualização do patch. Ela conclui que o jogo não é totalmente isolado, e tem uma conexão com a internet. Quando Daly volta a jogar, Nanette o leva em uma missão sozinho e o distrai fazendo com que tire a roupa e vá nadar em um lago, enquanto a tripulação rouba seu comunicador e manda novas mensagens para a Nanette Cole real, chantageando-a com imagens privadas dela em um serviço de fotos na nuvem - que foi acessado com a senha que a Nanette do jogo lhes passou. A Nanette real pede uma pizza para o Daly real, e com essa distração ela invade o apartamento dele e rouba as coleções de amostras de DNA dos colegas para evitar que todos sejam recriados virtualmente. Enquanto isso, no jogo, Nanette e o resto da tripulação voam para o buraco de minhoca, o que, eles esperam, os apague. Daly volta para o jogo e os persegue, mas eles escapam através do buraco de minhoca. Enquanto isso, a versão fechada de Daly do jogo se exclui com a atualização e Daly, ainda dentro, não consegue sair. No mundo real, o corpo de Daly jaz imóvel. A tripulação descobre que não foi apagada, mas sim, entrou na versão multiplayer do Infinity, e interage com um irritado jogador chamado Gamer691 (Aaron Paul) antes de saltar para outro lugar no universo virtual.

## Análise
O episódio é uma homenagem a Star Trek. Usando um cenário semelhante ao design de Star Trek, o episódio foi comparado com outra paródia do show, o filme Galaxy Quest de 1999. Um crítico comentou que "USS Callister" crítica o sexismo de Star Trek e de seus fãs, e o outro chamou de "uma paródia cruel", apesar do criador Charlie Brooker tenha dito que "não quero que achem que nós estamos atacando os fãs do clássico sci-fi". Ele tem uma história semelhante ao conto "I Have No Mouth, and I Must Scream", que apresenta personagens mantidos reféns por um supercomputador sendo torturados. Além disso, ela evoca Toy Story. O episódio foi chamado de "o mais cinematográfico" da série até hoje devido ao seu uso de cores vivas e uma grande paisagem ficcional. Embora o episódio é sombrio, por vezes, e levanta questões sérias, ele também tem um tom mais ousada aos episódios anteriores de Black Mirror, contendo humor e um final relativamente feliz. Seu plot twist é revelado lentamente, contrastando com o final chocante de outros episódios.
O protagonista Robert Daly tem uma vida infeliz, onde ele não recebe crédito por cofundar a sua empresa e é ridicularizado pelos colegas de trabalho. O episódio começa com o clichê de Hollywood: um homem desajeitado que conhece um mulher jovem que aprecia sua inteligência. Os espectadores inicialmente torcem por Daly antes de descobrir sua verdadeira natureza: como o Comandante da USS Callister, ele abusa de sua posição de poder, fazendo com que seus colegas de tripulação para atuar como opostos de si mesmos, tais como Walton sendo inferior a Daly. Semelhante a um troll da internet, Daly não parecem se importar com a dor que ele está a infligir as cópias digitais, tratando-os como figuras de ação.
De acordo com os críticos, Daly se encaixa um arquétipo comum de homens brancos que participam de câmaras de eco ideológicas , devido ao ostracismo na vida real e um senso de razão, ou de um nerd que se torna um bullie, depois de ser vítima de bullying. Matheus Fiore, do Plano Crítico, comenta que "o episódio claramente demonstra interesse em fazer de sua narrativa uma alegoria para como a rede, muitas vezes, surge como uma máscara, que permite os covardes e cruéis revelarem seu verdadeiro caráter. Charles Bramesco, da Vulture, observa que, apesar do fato de que Robert não estuprar qualquer uma das mulheres da tripulação, ele apresenta traços psicológicos associados com a cultura de estupro. Tristram Fane Saunders, do The Telegraph, chama o episódio "um forte ataque a todo um gênero narrativo orientado por homens" e equivale a fantasia sexista de Daly envolvendo a sua atraente colega de trabalho com as acusações de abuso sexual envolvendo Harvey Weinstein. Sara Moniuszko, do USA Today, faz a mesma comparação, vinculando os beijos de Daly nas mulheres da nave e ameaça a tripulação quando eles desobedecem as ameaças do qual Weinstein foi acusado.

## Produção
O episódio foi escrito pelo criador da série Charlie Brooker , junto com William Bridges, que já coescreveu o episódio "Shut Up and Dance" na terceira temporada. Brooker diz que o episódio foi pensado pra ser "uma versão Black Mirror de um épico espacial", uma ideia que começou durante as filmagens de "Playtest", na terceira temporada. Parcialmente inspirado por "It's a Good Life" de Além da Imaginação, sobre um menino com "poderes de Deus", e pelo personagem Playtime Fontayne, de Viz, um adulto que faz com que as pessoas participem em jogos infantis, Charlie Brooker compara Daly com o ditador Kim Jong-un  e com "alguém que fica online e descarrega sua raiva". Embora sombrio, o episódio tem um pouco de humor, que pode ser considerado atípico para a série, e Brooker pensou nele como o mais mainstream. Além disso, Brooker compara com o episódio "San Junipero", em que ambos foram "uma decisão consciente para expandir o que a série é e em seguida, derrubar isso."
O episódio foi escrito em novembro de 2016 por Charlie Brooker e William Bridges. Como um grande fã de Star Trek, Bridges sugeriu muitas referências que foram incorporados no episódio. Brooker disse ao Den of Geek que o episódio não tem a intenção de soar como um ataque a Star Trek, um show que foi "muito à frente de seu tempo". Eles não poderiam copiar o conjunto de elementos diretamente de Star Trek, por medo de ações legais, mas construiram o cenário da mesma forma que Star Trek ou Battlestar Galactica. O episódio também apresenta a "Space Fleet" que tem história semelhante a de Star Trek, primeiro como uma proporção de 4:3 para representar o formato de transmissão da série original e, em seguida, para uma detalhada versão widescreen, e, finalmente, terminando em uma nova nave e trajes que refletem o reboot de J. J. Abrams. Originalmente, Daly deveria ser mais antipático desde o começo do episódio, mas isso foi alterado para que o estrangulamento de Walton se tornasse uma surpresa. Brooker afrima que Daly morre de fome após os eventos do episódio, devido ao "Não Incomode" que ele colocou em sua porta. Haynes considerado terminar o episódio com a cena final de Daly em seu apartamento, em vez do final feliz de tripulação no jogo Infinity, mas Brooker o relembrou que nem todos os Black Mirror episódio precisam ter um final infeliz.

### Marketing
Em Maio de 2017, um post do Reddit post anunciou extraoficialmente os nomes e os diretores dos seis episódios da 4ª temporada de Black Mirror.
O primeiro trailer da série foi lançado pela Netflix em 25 de agosto de 2017, e com o seis títulos dos episódios. Em setembro de 2017, duas fotos da quarta temporada foram lançados, incluindo um de "USS Callister".
A partir de 24 de novembro de 2017, a Netflix publicou uma série de cartazes e trailers para a 4ª temporada do série, se referindo como os "13 dias de Black Mirror". O cartaz de "USS Callister", foi lançado em 4 de dezembro, e o trailer em 5 de dezembro. No dia seguinte, a Netflix, publicou um trailer com uma junção de cenas da nova temporada, que anunciou que a série seria lançada no dia 29 de dezembro.
Antes da série ser lançada, "USS Callister" foi descrito como o "mais aguardado novo episódio" e foi comparado por Charlie Brooker com "San Junipero", o mais bem sucedido episódio da temporada anterior.

## Recepção
"USS Callister" foi considerado por boa parte da crítica com o melhor episódio da quarta temporada de Black Mirror, ou um dos melhores no geral. Charles Bramesco, do Vulture deu cinco de cinco estrelas. ao episódio Tristram Fane Saunders deu o episódio quatro estrelas no The Telegraph. Apesar de criticar o fato de que Star Trek já foi bastante parodiada antes, escreve que "é o tipo de história que seria bom ouvir mais vezes". Matheus Fiore, do Plano Crítico, também deu quatro estrelas, comentando que "é um dos que melhor sintetizam o verdadeiro conteúdo da série até hoje." 
Jacó Stolworthy, do The Independent, aprovou a duração de 76 minutos do episódio, que foi utilizada de forma eficaz, comenta que ele tem potencial para um spin-off no futuro, e escreve que "a mudança de gêneros garante a diversão". Alec Bojalad, do Den of Geek, dá o episódio cinco estrelas, elogiando o elenco, principalmente Milioti, Plemons e Simpson, e afirmando que ele mostra o crescimento de Brooker como escritor. Em outra crítica para Den of Geek, Ryan Lambie chama o episódio um "triunfo" e resume o que foi "um excelente elenco e grandes momentos ressaltadas pelo clássico escuridão de Black Mirror.
Natália Bridi, do Omelete, considerou excelente, destacando que o episódio soube "unir profundidade filosófica e humor, o que torna "USS Callister" um dos momentos mais divertidos e interessantes da antologia". Para Pablo Bazarello, do CinePOP, deu cinco estrelas, comentando que o episódio "resgata o espírito do que é Black Mirror" ao pegar de surpresa o espectador, comparando com os outros episódios da temporada que "foram um pouco diminuídos por suas prévias e premissas anunciadas".
Zack Handlen da The A.V. Club, dá ao episódio um A-, escrevendo que o final é apressado e o conceito já tinha sido explorado em Black Mirror antes, mas elogiando o que o episódio entregou. Adam Dileo, da IGN chama o elenco de "fantástico" e efeitos especiais de "cair o queixo", mas critica que a última parte do episódio é mais previsível do que os episódios anteriores. Cesar Soto, do G1, considerou "USS Callister" o melhor episódio da temporada, apesar de também comentar que "não é dos mais memoráveis da série", mas elogiando a trama por "mostrar que é mais do que a mera ideia comercial que parecia ser dentro do trailer" e "entregar uma discussão interessante com todas as aflições que tornaram Black Mirror tão relevante."
Todd VanDerWerff de Vox dá uma revisão mista, opinando que o episódio não chegou a atingir os seus objetivos, que os personagens secundários tem pouca profundidade, e que a história do filho de Walton sendo torturado é desnecessária, já que a vilania de Daly já estava clara. Jared Whitley do TrekMovie.com deu ao episódio uma crítica negativa, opinando que Daly deve ter sido reabilitado, em vez de morto, e desaprova a "dolorosamente clara mensagem" que o episódio envia para "desajeitados homens jovens que cultuam sci-fi e cultura de fã antes de ser mainstream". No entanto, Whitley elogiou o uso das referências a Star Trek, e também a "escrita inteligente e os grandes valores de produção". Gabriel Carvalho, do Plano Crítico, critica a jornada da Nanette Cole dentro do apartamento de Daly, chamando de "forçada", e as lacunas do espaço e tempo que "são, ironicamente, destruídas, com pouca criatividade dos roteiristas em não deixar a continuidade dos eventos transparecer seus furos." Ainda assim, considerou "um ótimo episódio da série", tendo "uma mensagem recompensadora, que vai na direção oposta da maioria dos episódios de Black Mirror" e elogiando a atuação de Jesse Plemons nas duas versões do seu personagem.